# Мюррей, Уильям, 2-й лорд Нэрн
Уильям Мюррей, 2-й лорд Нэрн (англ. William Murray, 2nd Lord Nairne; ок. 1665 — 3 февраля 1726) — шотландский пэр и якобит, участвовавший в Восстании 1715 года, после которого он был схвачен и приговорен к смертной казни за измену, но в 1717 году он был освобожден от ответственности и помилован.
В 1721 году ему был присвоен титул графа Нэрна в звании якобитского пэра.

## Биография
Родился около 1665 года. Четвёртый сын Джона Мюррея, 1-го маркиза Атолла (1631—1703), от брака с леди Амелией Софией, дочерью Джеймса Стэнли, 7-го графа Дерби. Уильям Мюррей был младшим братом Джона Мюррея, 1-го герцога Атолла (1660—1724). Его бабушка, Шарлотта Стэнли, графиня Дерби (1599—1664), дочь Клода де Ла Тремуля, герцога Туара (1566—1604), сама по себе прославилась своей защитой Латом-хауса от парламентских сил во время Первой гражданской войны в Англии в 1644 году.
В феврале 1680 года Уильям Мюррей женился на десятилетней Маргарет Нэрн (16 декабря 1669 — 14 ноября 1747), единственной дочери и наследнице Роберта Нэрна, 1-го лорда Нэрна (1600—1683). В 1681 году Роберт Нэрн, восьмидесятилетний мужчина, не имевший сыновей, получил от короля Карла II титул лорда Нэрна в системе Пэрства Шотландии с правом наследования титула для его зятя. Таким образом, когда Роберт Нэрн умер 30 мая 1683 года, Уильям Мюррей сменил его в звании пэра. Он занял свое место в парламенте Шотландии 22 октября 1690 года, но так и не принес присягу на верность новым монархам, Вильгельму III и Марии II, которые в ходе Славной революции 1688 года свергли последнего короля Стюартов, Якова II.

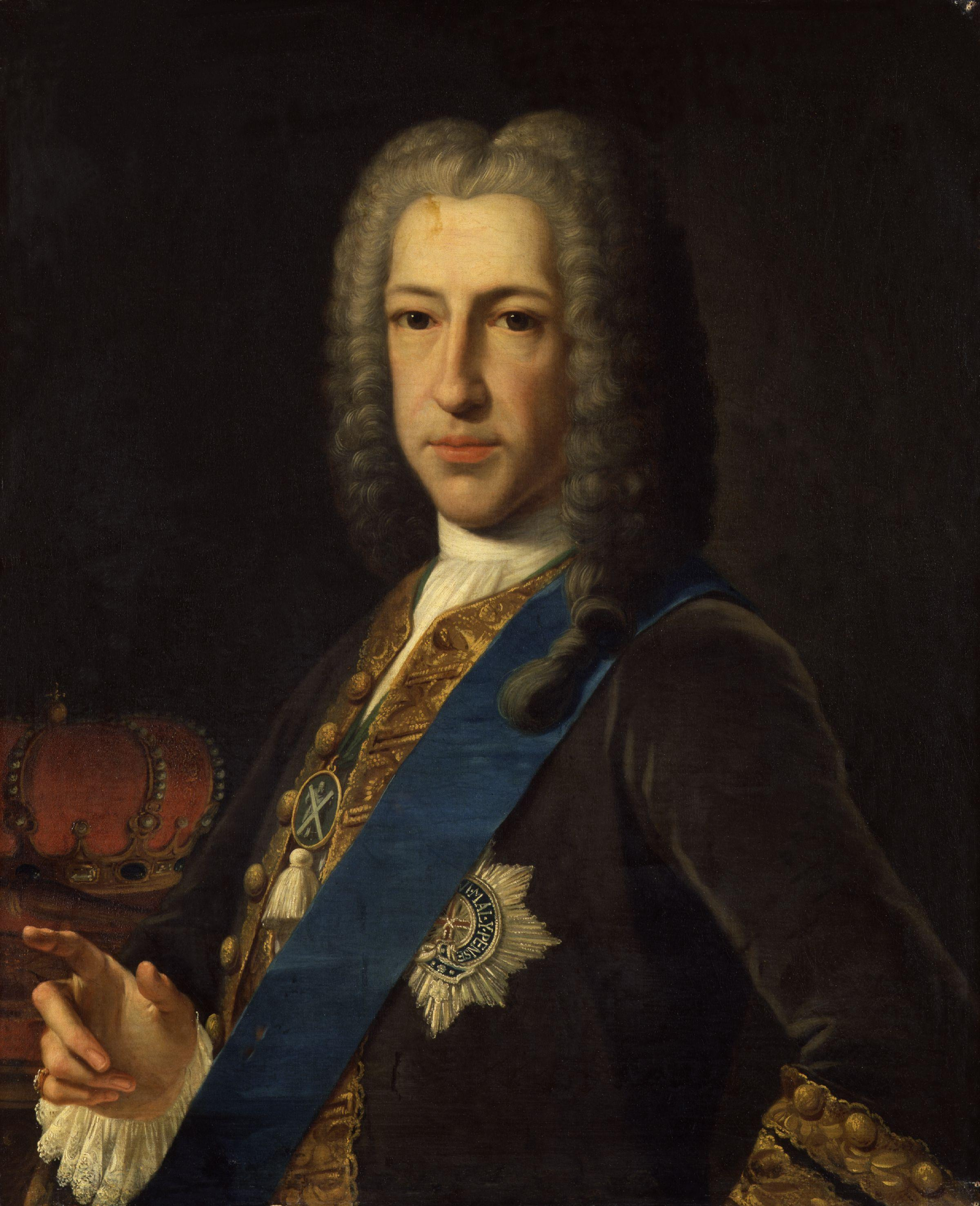
Джеймс Фрэнсис Эдуард Стюарт, «Старый претендент»

В отличие от своего старшего брата Джона Мюррея, который встал на сторону Вильгельма и Марии, и был назначен графом Таллибардином Вильгельмом Оранским в 1696 году и герцогом Атоллом королевой Анной, 2-й лорд Нэрн остался верен королю Якову II Стюарту и его наследникам. Во время восстания якобитов в 1715 году Уильям Мюррей, лорд Нэрн, был одним из первых, кто сплотился на стороне Старого претендента, когда Джон Эрскин, граф Мар, провозгласил его королем в Бремаре 6 сентября 1715 года, и лорд Нэрн сражался в осенней кампании графа Мара. 14 ноября 1715 года, после катастрофической битвы при Престоне, лорд Нэрн был взят в плен и отправлен оттуда в Лондонский Тауэр.
9 февраля 1716 года лорда Нэрна судили за государственную измену, признали виновным, арестовали и приговорили к смертной казни. Однако его казнь была отложена, и он выжил, чтобы воспользоваться Актом о помиловании 1717 года, поэтому в декабре того же года был освобожден. 24 июня 1721 года он был назначен графом Нэрном в системе якобитского пэрства и умер 3 февраля 1726 года. Его вдова пережила его до 1747 года.

## Дети
- Достопочтенная Маргарет Мюррей (1692—1773), вышла замуж за Уильяма Драммонда, 4-го виконта Страталлана (1690—1746), в 1712 году, и у них было четыре сына: Джеймс, Роберт, Уильям и Генри Драммонд. Её муж и старший сын приняли участие в Восстании якобитов 1745 года, во время которого Страталлан был убит в битве при Каллодене 16 апреля 1745 года, после чего был схвачен её сын. Однако её внук Джеймс Эндрю Драммонд был восстановлен в семейных почестях парламентским актом 1824 года, вернув таким образом титул виконта Страталлана[4].
- Достопочтенная Кэтрин Мюррей, вышла замуж за Уильяма Мюррея, 3-го графа Данмора, сына Чарльза Мюррея, 1-го графа Данмора. У них было три сына и две дочери.
- Достопочтенный Роберт Мюррей (ум. 16 апреля 1746). Он женился на Джин Мерсер из Олди, дочери сэра Лоуренса Мерсера из Олди и Хелен Мерсер (внучка по материнской линии сэра Томаса Стюарта, 12-го лэрда Грандтулли).
- Джон Мюррей, мастер Нэрн (ок. 1691 — 11 июля 1770). Как и его сестра, он женился на одной из детей Чарльза Мюррея, 1-го графа Данмора, леди Кэтрин. У них было трое сыновей, переживших младенчество. Он также сражался во время восстания якобитов, но выжил, сбежал в Швецию и в конце концов поселился во Франции.
- Достопочтенная Генриета Мюррей (род. 1714), умерла незамужней.
- Достопочтенная Шарлотта Мюррей, вышедшая замуж за Джона Робертсона, 11-го лэрда Люда. У них было два сына и дочь.
- Достопочтенная Мэй Марджори Мюррей, вышедшая замуж за Дункана Робертсона, 14-го вождя клана Донначайд. У них было как минимум два сына и дочь.